# Dános Lili
Dános Lili, férjezett Szúdy Nándorné (Marosvásárhely, 1912. október 8. – Budapest, 2010. szeptember 4.) zongoraművész, zongoratanár, korrepetitor.

## Élete
Dános (Dukász) Aladár Ábrahám (1887–1936) magánhivatalnok, bőrkereskedő és Fleischhacker Malvina (1888–1918) gyermekeként született. Már kisgyermekként visszaköltözött szüleivel Nagykanizsára, akik a zalai településről származtak. Csodagyerekként tűnt fel és néhány évet az anyai nagybátyja által alapított nagykanizsai zeneiskolában tanult.
Édesanyját spanyolnátha következtében ötéves korában elvesztette, majd családjával a magyar fővárosba költözött, ahol nagynénje nevelte. Tanulmányait a Nemzeti Zenedében, majd a budapesti Zeneakadémián folytatta, ahol leginkább Varró Margit és Weiner Leó hatották rá, de tanárai voltak még Popper Irma, Székely Arnold és Kadosa Pál is. Ekkoriban kötött barátságot Fischer Annieval és Faragó Györggyel, akikkel együtt szerepelt 1926-ban a Magyar Tehetségek hangversenyén. 
A zsidótörvények idején az OMIKE Művészakció zenei előadásain lépett fel. Az 1948-as budapesti Nemzetközi Bartók Versenyen negyedik helyezést ért el. 1948 és 1950 között a Fővárosi Zeneiskola Szervezet zongoratanáraként dolgozott. 1950-től 1953-ig pedig Békéstarhoson, a Kodály-féle ének-zenei intézményben tanított. 1953 és 1962 között Magyar Állami Operaház korrepetitora volt, és 1963-tól több mint huszonöt éven át tanított a Liszt Ferenc Zeneművészeti Főiskola Zenetanárképző Intézete Budapesti Tagozatán. Hangversenyező zongoraművészként Európa számos országában fellépett.
A budapesti Farkasréti temetőben helyezték végső nyugalomra.

## Családja
Házastársa Szúdy Nándor festőművész, református lelkész volt, akihez 1936. november 22-én Budapesten ment nőül.